# Valdemorillo de la Sierra
Valdemorillo de la Sierra – gmina w Hiszpanii, w prowincji Cuenca, w Kastylii-La Mancha, o powierzchni 70,27 km². W 2011 roku gmina liczyła 88 mieszkańców.